# Гадачек, Карел
Карел Гадачек (чеш. Karel Hadáček, пол. Karol Hadaczek, 24 января 1873 г., с. Грабовец, ныне в Богородчанской общине, Ивано-Франковская область  — 20 декабря 1914 г., г. Львов) — польский археолог чешского происхождения, доктор наук (с 1900 г.), хабилитованный доктор (с 1903 г.), самая яркая фигура археологической школы Галиции конца XIX -начала XX века. Профессор Львовского университета, первый руководитель кафедры классической археологии и праистории университета в начале ее существования (1905 г.), руководитель археологических семинаров, организатор «Академического кружка любителей археологии».

## Биография
Получил образование в «начальных» школах в Подгорье и в Богородчанах. В 1893 году завершил обучение в императорско-королевской гимназии города Станислав (город).
В 1893—1897 годах изучал классическую филологию и польскую литературу в Львовском университете под руководством Людвика Цвиклинского. Дополнительно вел исследования в Вене. Учился в Венском университете классической археологии, древней истории, предыстории, нумизматике и истории искусства. И эти исследования завершились защитой докторантуры в 1900 году.
В последующие годы он проводил исследования в Греции, Италии и Германии. После возвращения в 1903 году он защитил в университете Львова диссертацию на габилитацию и стал доцентом кафедры классической археологии и предыстории; в то же время он возглавлял Отдел археологического музея.
В 1905 году он был назначен доцентом и стал директором отдела классической археологии и предыстории в университете Львова.
В 1909 году он стал членом-корреспондентом академии наук, член Археологического института в Вене (1905 р.).
В 1913—1914 учебном году он был деканом факультета философии. В рамках австрийской экспедиции принимал участие в раскопках в Египте (1911—1913 гг.).
Одним из его учеников был Богдан Януш.
Оставил богатое научное наследие: статьи, монографии, археологические разведки и публикации их результатов. Научные достижения его многолетней исследовательской работы нашли свое отражение в крупных работах о Михалковском скарбе, Кошиливцах, Пшеворске.

## Работы
Известно о более 50 его научных работ:
- Nowo odkryty dyplom żołnierski z czasów Domicyana (1897) (пол.)
- Kilka uwag o czasach prehistorycznych Galicji (1897—1898) (пол.)
- Z badań archeologicznych w dorzeczu Bugu (1900) (пол.)
- Ślady epoki tzw. archaiczno-mykeńskiej we Galicyi wschodniej (1901) (пол.)
- Z badań archeologicznych w dorzeczu Dniestru (1902) (пол.)
- Der Ohrschmuck der Griechen und Etrusken (1903) (нем.)
- Grób Neptolemosa w Delfach (1903) (пол.)
- Rzeźba w usługach świątyni greckiej (1903) (пол.)
- Światowid (1904) (пол.)
- Złote skarby michałkowskie (1904) (пол.)
- Dział przedhistoryczny Muzeum im. Dzieduszyckich (1907) (пол.)
- Polygnotos, pierwszy klasyk malarstwa greckiego (1908) (пол.)
- Cmentarzysko ciałopalne koło Przeworska (1909) (пол.)
- Kultura dorzecza Dniestru w epoce cesarstwa rzymskiego (1912) (пол.)
- Osada przemysłowa w Koszyłowcach z epoki eneolitu (1914) (пол.)